# Johann Georg Gettner
Johann Georg Gettner (* ca. 1645 in Mikulov; † 7. Dezember 1696 in Basel) war Theaterleiter einer deutschsprachigen Wandertruppe.

## Leben
Ab 1675 zählte Johann Georg Gettner am Hof von Johann Christian von Eggenberg (1641–1710) zu den ersten Mitgliedern der Fürstlich Eggenbergischen Hofkomödianten. Zugleich erhielt er eine fest Anstellung als Schreiber in der Hofkanzlei.
Am 7. April 1687 wurde er in Wien von Johann Christian von Eggenberg (1641–1710) in den Adelsstand erhoben.
Am 5. Dezember 1696 stand im Ballhaus von Basel ein Faust-Stück auf dem Programm. Nach der Vorstellung nahm Johann Georg Gettner an einem Umtrunk im Weberzunfthaus teil. Beim Aufbruch von dort stürzte er die Treppe hinunter und erlitt schwere Kopfverletzungen, denen er zwei Tage später erlag. Beerdigt wurde er in der nahegelegenen Gemeinde Allschwil.

## Werk
Zum Namenstag und zur Ankunft des römisch-deutschen Kaisers Leopold I. (1640–1705) in Wien nach seiner Vermählung mit Claudia Felizitas von Österreich-Tirol (1653–1676) verfasste Johann Georg Gettner eine Eloge mit dem Titel Donau-Syren (Wien 1673).
Johann Georg Gettner komponierte Die Heyl[ige] Martyrin Dorothea. Es handelt sich dabei um eine Adaption des Märtyrerdramas The Virgin Martyr (1620) des Autorenerfolgsgespanns Ph. Massinger und Th. Dekker. Der Vergleich von Gettners Fassung mit seiner Vorlage offenbart, welche dramaturgischen und textuellen Modifikationen die unterschiedlichen Präsentations- und Rezeptionsbedingungen des professionellen Spiels verlangten. Jahrzehntelang zählte dieses Werk zu den Pflichtstücken des Repertoires von Wandertruppen.

## Ehe und Nachkommen
Am 14. Februar 1677 heiratete er in Kájov Sibylla Juliana. Aus der Ehe gingen drei Kinder hervor:
- Anna Ernestina (* 1684)
- Dominicus Ignatius (* 1685)
- Johann Christoph (* 1687)

Die beiden Söhne starben früh. Anna Ernestina erreichte das Erwachsenenalter, wurde Schauspielerin und heiratete den Theaterleiter und Dramatiker Heinrich Rademin (1674–1731).

## Fürstlich Eggenbergische Hofkomödianten
Am 1. Mai 1676 wurde Johann Georg Gettner als künstlerischer Leiter der Fürstlich Eggenbergischen Hofkomödianten bestätigt. Als Theaterleiter (gemeinsam mit Johann Carl Samenhammer (1648–1728)) war er für die Zusammenstellung des Repertoires der Theatertruppe verantwortlich und beschaffte, kopierte und verfasste Theatertexte. Schon bald nach Beginn seines Engagements wurde Johann Georg Gettner für seine Verdienste als Dichter vom Eggenberger Arzt und Hofpfalzgrafen Andreas Gregor von Volckhofen zum "gekrönten Dichter" ernannt.
Er war vor allem als Darsteller der zentralen lustigen Personen des Pickelhering und ähnlicher Rollen bekannt. Mit ihm auf der Bühne standen u. a. Johann Valentin Petzold (1648–1721), Johann Christoph Pernecker (1676–1691), Johann Carl Samenhammer (1648–1728) und zeitweise auch Andreas Elenson.
Bespielt wurde nicht nur das Schlosstheater. Auch außerhalb von Krumau (u. a. in Linz (1678), Salzburg und Graz (1679), München und Ansbach (1683), Prag (1690)) fanden Auftritte statt. Im Jahre 1691 entließ der Fürst das Ensemble gänzlich aus seinen Diensten und stattete sowohl Johann Georg Gettner als auch Johann Carl Samenhammer (1648–1728) mit Empfehlungsschreiben (3. April 1691) aus. Die Theatertruppe reiste nach Salzburg, Wien (1692/93), Brünn, Olmütz und Prag von wo aus ein Teil der Truppe nach Laibach weiterzog, um sich 1694 in Wien wieder zu vereinigen. Graz, Salzburg, Innsbruck, Augsburg und Nördlingen waren weitere Stationen. 1696 führte der Weg erneut nach Augsburg, von wo aus man sich nach dem Ende der Sommersaison über Memmingen und Lindau in die Schweiz (St. Gallen) wandte.
Im calvinistischen Zürich wurde ein Spielgesuch abgelehnt. Kurz darauf erwirkte das Ensemble beim Basler Stadtrat eine Aufführungsbewilligung für drei Wochen.
Bald nach dem Tod von Johann Georg Gettner während der Schweiztournee zerfiel auch seine Truppe.